# Sekrety małych mieszkań
Sekrety małych mieszkań (ang. Small Apartments) – amerykański film fabularny i komedia kryminalna z 2012 roku, wyreżyserowany przez Jonasa Åkerlunda, powstały na podstawie powieści Chrisa Millisa pod tym samym tytułem.